# Kama (arma)
Il kama (鎌?) è un attrezzo agricolo tradizionale tipico del Giappone e di Okinawa, simile ad una piccola falce usata per mietere il grano, e utilizzata anche come arma, soprattutto nella Disciplina del Kobudo. Prima di essere usata nelle arti marziali, il kama fu usato estesamente in Asia per tagliare i raccolti, soprattutto il riso. Si usa anche nelle arti marziali provenienti da Malaysia, Indonesia e dalle Filippine dove è reperibile in varie forme. Il Kama è usato inoltre nelle arti marziali cinesi, anche se non frequentemente. Da entrambe queste aree il Kama fu portato a Okinawa, e lì integrato nelle pratiche del te (letteralmente "mano", un'antica pratica marziale dell'isola).
Il Kama viene spesso incluso negli addestramenti con le armi nelle varie arti del taekwondo, silat e spesso anche in alcuni sistemi del kung fu. È inoltre una popolare e moderna forma di competizione con le armi. Le moderne forme di competizioni spesso adattano semplicemente le loro pratiche a mani nude con piccole e accurate tecniche di kama, o tramite l'uso di elaborate esecuzioni tecniche con l'arma, che differiscono radicalmente dalle forme Okinawensi.
È anche utilizzata da Akali di League of Legends.

## Variazioni
Quando una sfera metallica ed una catena vengono attaccate alla parte finale del Kama, questa diviene un kusarigama, un'arma eccellente, in quanto il suo uso corretto rende difficile l'avvicinarsi di un avversario.